# Eduard Buchner

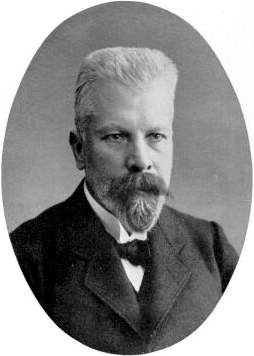
Eduard Buchner, 1907

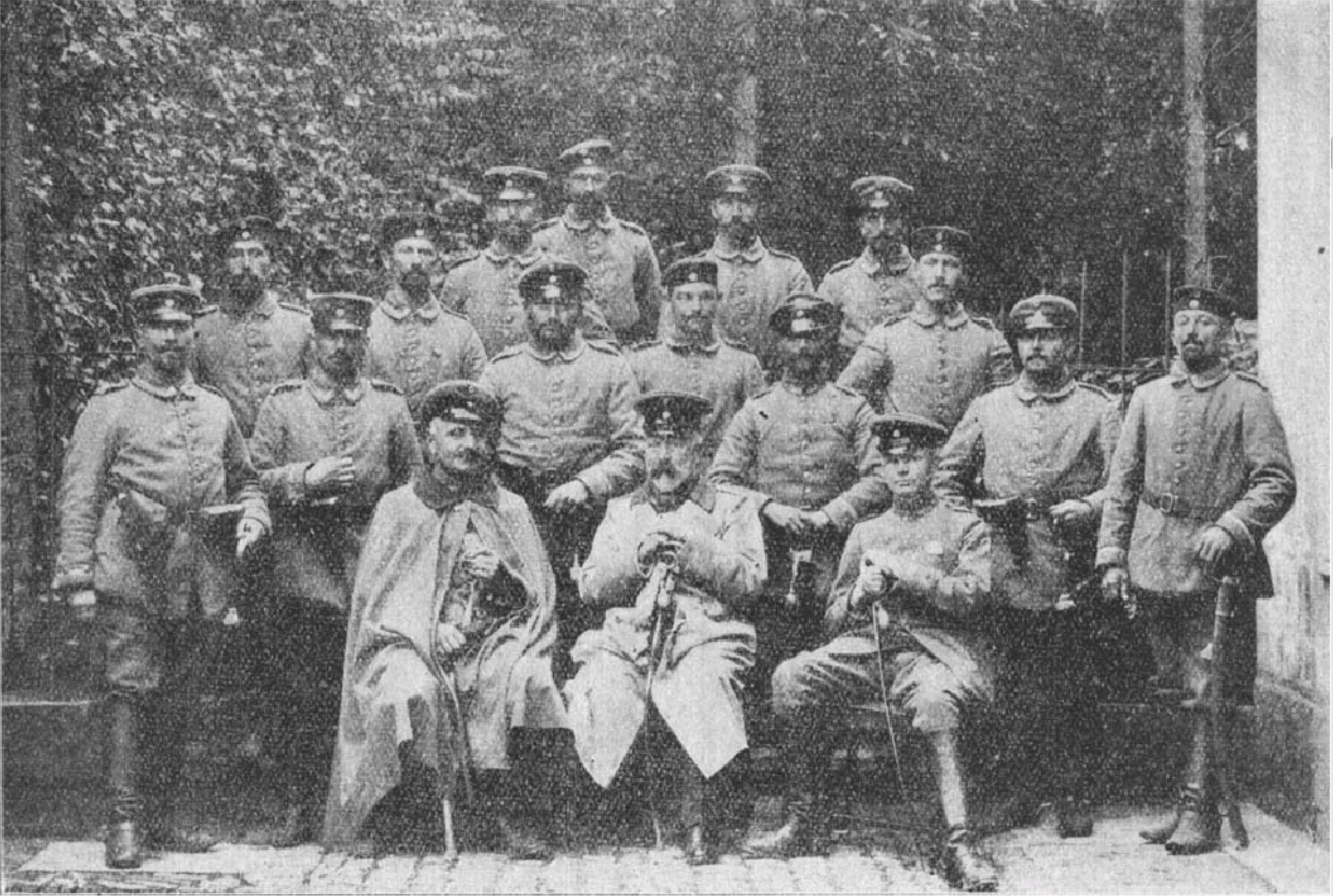
1914 in Nordfrankreich (Mitte, Reihe 1)

Eduard Alois Buchner (* 20. Mai 1860 in München; † 13. August 1917 in Focșani, Rumänien) war ein deutscher Chemiker und Träger des Nobelpreises für Chemie 1907 für seine Untersuchungen und die Entdeckung der zellfreien Gärung (1896). Er gilt als Begründer der Enzymologie.

## Leben
Buchner wurde in München als drittes Kind des königlichen Hofstab-Hebarztes und Professors für Gerichtsmedizin Ernst Buchner und dessen dritter Ehefrau Frederike Buchner geboren. Auch sein Bruder Hans Buchner war Arzt; tätig als Privatdozent an der medizinischen Fakultät der Ludwig-Maximilians-Universität München.
Nach dem Besuch der Grundschule ging Buchner 1871 an das Maximilians-Gymnasium in München. In Folge des frühen Todes seines Vaters musste er das Gymnasium vorzeitig verlassen, um eine Ausbildung beim Bruder des Vaters zu beginnen. Durch die Initiative des ältesten Bruders seiner Mutter, dem Onkel Hans Martin, konnte Buchner die schulische Bildung wieder aufnehmen. Nach dem Besuch einer Handelsschule kehrte er an ein Realgymnasium nach München zurück und legte 1877 dort sein Abitur ab.
Danach ging er als Einjährig-Freiwilliger in das 3. Feld-Artillerieregiment „Prinz Leopold“.
Nach Abschluss der Militärausbildung 1878 begann für ihn eine Phase der Selbstfindung. Er schrieb sich 1877 bis 1883 an der Ludwig-Maximilians-Universität München ein, absolvierte aber an der Technischen Universität München 1878–1881 anorganische Praktika bei Emil Erlenmeyer. 1879 beteiligte er sich wissenschaftlich an der Konservenfabrik von Walter Nägeli in München und Mombach, wirtschaftlich erlitt er dabei jedoch Verluste. Immerhin initiierte dies seine bahnbrechenden Untersuchungen zu biochemischen Gärungsprozessen. 1883 wurde er noch einmal zum Militärdienst einberufen.
Mit zeitlichen Unterbrechungen untersuchte Eduard Buchner von 1882 bis Ende 1884 Spaltpilze sowie den Sauerstoffeinfluss bei Gärprozessen. Damals arbeitete er unter Anleitung seines Bruders Hans am botanischen Institut von Carl Wilhelm von Nägeli.
Im Wintersemester 1883/84 setzte er an der Ludwig-Maximilians-Universität München sein Studium fort. Er studierte als Hauptfach organische Chemie bei Adolf von Baeyer sowie als Nebenfächer Botanik bei Carl Wilhelm von Nägeli und Physik. Von Baeyer und dessen Assistent Theodor Curtius erkannten die herausragenden Fähigkeiten von Buchner. Im Verlauf des Studiums entwickelte sich eine starke geistige Konkurrenz zu v. Baeyer, jedoch eine intensive Freundschaft zu Curtius. Er wurde im November 1888 bei v. Baeyer promoviert, Thema Eine neue Synthese von Derivaten des Trimethylens, musste aber letzte Teile seiner Dissertation bei Curtius an der Universität Erlangen bearbeiten. Curtius hatte im Wintersemester 1885/86 die Ludwig-Maximilians-Universität München verlassen, da v. Baeyer ihm eine Anfang 1882 zugesagte Habilitationstätigkeit verwehrte.
Buchners erste wissenschaftliche Veröffentlichung beschäftigte 1885 sich mit der Rolle des Sauerstoffes bei den Gärungsvorgängen; er beschrieb darin unter anderem methodische Fehler Pasteurs. 1888 beendete er sein Studium mit einer Promotion und habilitierte sich 1891 bei v. Baeyer mit einer Arbeit „Über Synthesen von Pyrazol-, Pyrazolin- und Trimethylenderivaten mittels Diazoessigäther – Ein Beitrag zur Kenntnis der ringförmigen Atombindung“; seine erste Probevorlesung hatte „Die chemischen Vorgänge bei der Gärung“ zum Thema. Er war inzwischen fünf Jahre älter als Kollegen mit vergleichbarer wissenschaftlicher Laufbahn.
Im Herbst 1893 folgte er seinem Freund Curtius an die Universität Kiel und lehrte dort als Privatdozent. Gemeinsam gründeten sie in dieser Zeit die Sektion Kiel des Deutschen und Österreichischen Alpenvereins mit 20 Mitgliedern.
1896 erhielt er den Ruf als außerordentlicher Professor für analytische und pharmazeutische Chemie an die Universität Tübingen. Hier entstand die erste Arbeit über zellfreie alkoholische Gärung. Diese Arbeit trug ihm 1907 den Nobelpreis für Chemie ein. Von Baeyer hatte den Nobelpreis zwei Jahre zuvor erhalten.
1898 wurde er als Ordinarius für Chemie an die Landwirtschaftliche Hochschule Berlin berufen. Hier übernahm er auch Funktionen am Institut für Gärungsgewerbe und publizierte eine weitere Arbeit zur zellfreien Gärung. Buchner hatte, wie er es 1903 dargestellte hat, durch Auspressen von zuvor mit Sand vermahlenen Hefezellen das auch im Reagenzglas Zucker (katalytisch) vergärende Ferment (er nannte es Zymase) der alkoholischen Gärung gewonnen (Pasteur hatte noch gefordert, dass lebende Hefezellen Voraussetzung für die Vergärung seien). Mit seinen Untersuchungen zeigte Buchner, dass es keinen Unterschied zwischen Ferment und Enzym gab. Am 19. August 1900 heiratete er Lotte, die Tochter des Tübinger Professors Hermann Stahl. Das Paar etablierte in Berlin ein gutbürgerliches Familienleben mit drei Kindern (Friedel * 1901, Hans * 1905 und Rudolf * 1908). Buchner trat in Berlin zur protestantischen Konfession über. 1904 wurde er für ein Jahr zum Vorstand der Deutschen Chemischen Gesellschaft zu Berlin gewählt. Ebenfalls 1904 verhinderte der preußische Kultusminister Friedrich Althoff seine Berufung als Nachfolger von Ludwig Claisen als Ordinarius der Chemie an der Universität Kiel.
1909 wurde er zum Mitglied der Leopoldina gewählt. Er folgte einem Ruf als Ordinarius für Chemie an die Universität Breslau, fand aber wenig Gefallen an den Arbeitsbedingungen und vermisste in Schlesien das Großstadtleben. Daher bewarb er sich mit neuer Begeisterung in Bayern um die Nachfolge von Julius Tafel in Würzburg.
Ende 1910 erhielt er zum Sommersemester 1911 den Ruf auf den Lehrstuhl des Chemischen Instituts der Julius-Maximilians-Universität Würzburg.
Bei Ausbruch des Ersten Weltkrieges wurde er als Hauptmann eingezogen und im September 1915 zum Major einer Transporteinheit befördert. Da der Universitätsbetrieb in Würzburg zunehmend verwaiste, reklamierte die Fakultät in Würzburg Weihnachten 1915 beim Kriegsministerium seine Freistellung mit der Begründung „damit am chemischen Institut wieder geordnete Verhältnisse eintreten“. So wurde er im März 1916 aus dem Kriegsdienst entlassen.
Nach dem Kriegseintritt der USA meldete sich Buchner im April 1917 erneut als nationalbewusster Freiwilliger und befehligte eine bayerische Munitionskolonne. Am 11. August 1917 wurde er bei Focșani (Rumänien) schwer verwundet. Er erlag der Verletzung zwei Tage später im Feldlazarett. Er wurde auf dem Soldatenfriedhof von Focșani beigesetzt.
Seit 1997 vergibt die Gesellschaft für Biochemie und Molekularbiologie alle zwei Jahre den Eduard Buchner Preis an „herausragende Wissenschaftler, die wie Eduard Buchner mit großer Ausdauer und erfolgreich an einem Thema gearbeitet haben, dessen Bedeutung sie früh erkannt haben“.

## Ehrungen
- 1905 Liebig-Denkmünze des Vereins deutscher Chemiker
- Ehrenmitgliedschaft der Versuchs- und Lehranstalt für Brauerei[14]

## Vorgänger an den chem. Instituten in Würzburg

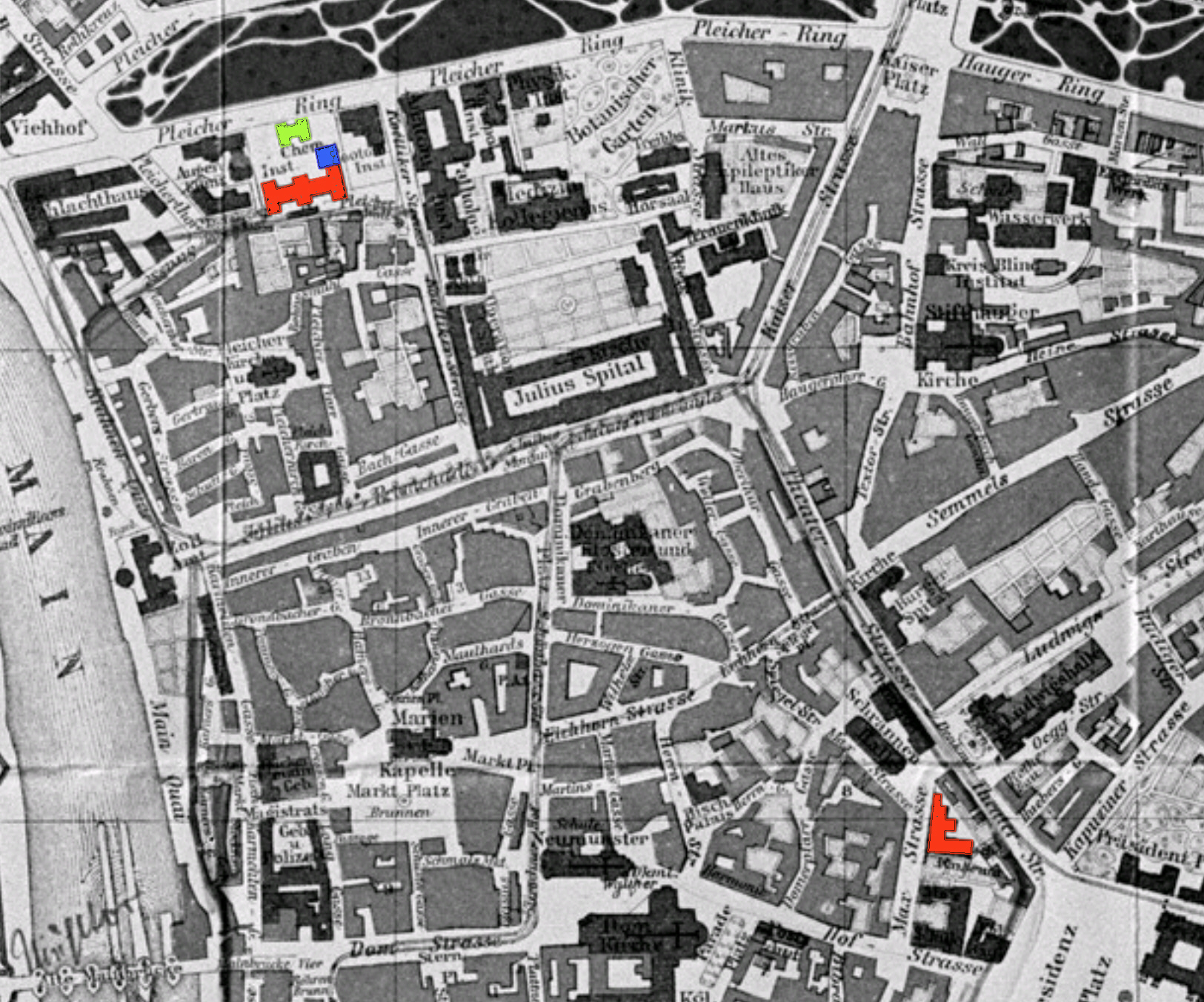
Stadtplan Würzburg ca. 1900

- Johann Joseph von Scherer (1842–1869†; Juliusspital, ab 1867 neues Chemisches Institut in der Maxstr. 4)
- Adolph Strecker (1869–1871†; Chem. Institut in der Maxstr. 4)
- Johannes Wislicenus (1872–1885; Chem. Institut in der Maxstr. 4)
- Emil Fischer (1885–1892; Chem. Institut in der Maxstr. 4)
- Arthur Hantzsch (1893–1903; Chem. Institut in der Maxstr. 4, ab 1896 neues Chem. Inst. am Pleicher Ring 11)
- Julius Tafel (1903–1910; Chem. Institut am Röntgenring 11 (1909 umbenannter Straßenname))

## Veröffentlichungen
- Eduard Buchner: Alkoholische Gärung ohne Hefezellen (Vorläufige Mitteilung). In: Berichte der Deutschen Chemischen Gesellschaft. Band 30, 1897, S. 117–124 (online).
- Eduard Buchner, Rudolf Rapp: Alkoholische Gärung ohne Hefezellen. In: Berichte der Deutschen Chemischen Gesellschaft. Band 32, 1899, S. 2086 (online).